# Тернівка (Львівський район)
Терні́вка —  село в Україні, в Львівському районі Львівської області. Населення становить 27 осіб. Орган місцевого самоврядування - Перемишлянська міська рада.

## Географія
Село розташоване на правому березі річки Білої, правої притоки Золотої Липи.